# Ali Bolaghi (préfecture de Salmas)
Pour les articles homonymes, voir Ali Bolaghi.
Ali Bolaghi (en persan : علي بلاغي, également romanisé en ‘Alī Bolāghī ; en azéri : Əli Bulağı) est un village de la province de l'Azerbaïdjan de l'Ouest, en Iran. Il est rattaché à la préfecture de Salmas.
Lors du recensement de 2006, le village compte 438 habitants, répartis en 71 familles.